# Wilhelm Kinkelin
Wilhelm Kinkelin (* 25. August 1896 in Pfullingen; † 18. Oktober 1990 ebenda) war ein deutscher Mediziner, der noch vor der nationalsozialistischen „Machtergreifung“ in die Sturmabteilung (SA) eintrat, und ab 1937 in verschiedenen Funktionen im Rasse- und Siedlungshauptamt, im Stab des Reichsbauernführers, im Reichssicherheitshauptamt und im Reichsministerium für die besetzten Ostgebiete (RMfdBO) arbeitete. Ab 1943 war er Leiter des Amtes „Blutpflege und Rassenkultur“ im Reichsamt für Agrarpolitik der NSDAP. Sein höchster Dienstgrad war SS-Brigadeführer. Daneben arbeitete er in der Forschungsgemeinschaft Deutsches Ahnenerbe und betätigte sich vor und nach dem Zweiten Weltkrieg als schwäbischer Heimatforscher.

## Leben
Wilhelm Martin Kinkelin war bei Ausbruch des Ersten Weltkriegs 18 Jahre alt und wurde 1914 als Kriegsteilnehmer mit dem Eisernen Kreuz II. Klasse ausgezeichnet. Nach dem Krieg studierte er von 1920 bis 1925 Medizin an der Universität Tübingen und der Universität München. Seit 1920 war er Mitglied der Studentenverbindung Lichtenstein Tübingen. Nach dem Studium arbeitete als Landarzt im schwäbischen Gönningen; er wurde 1926 mit einer medizinischen Dissertation an der Universität Tübingen promoviert. 1930 trat Kinkelin in die SA ein; zum 1. April 1931 schloss er sich der NSDAP an (Mitgliedsnummer 509.411).
Ab 1935 war Kinkelin im Stab des Reichsbauernführers Walther Darré tätig. 1937 trat Kinkelin in die SS über (SS-Nummer 275.990) und arbeitete im Rasse- und Siedlungshauptamt der SS mit. Im Mai 1936 wurde Kinkelin Vizepräsident in der Forschungsgemeinschaft Deutsches Ahnenerbe, ohne dass seine Zuständigkeit näher festgelegt wurde. Zum November 1936 übernahm er im Reichsnährstand die Stabshauptabteilung F („Bauerntumskunde und bäuerliches Standeswesen“).
1939 wurde Kinkelin Hauptamtsleiter im Stab des Reichsbauernführers, im August 1940 wurde er zum SS-Oberführer befördert. Ab 1941 war er gleichzeitig im Stab des Reichssicherheitshauptamtes und im Reichsministerium für die besetzten Ostgebiete (RMfdbO) tätig, wo er unter der Leitung des NS-Chefideologen Alfred Rosenberg als Abteilungsleiter in der Hauptabteilung I (Politik) für die Ukraine verantwortlich war (Abteilung I/3 Ukraine). Gleichzeitig verantwortete er die Abteilung I/7 („Volkstum und Siedlung“). Sein direkter Vorgesetzter war der Hauptabteilungsleiter Georg Leibbrandt, daneben waren seine Hauptansprechpartner im RMfdbO der Abteilungsleiter Otto Bräutigam (Abteilung Allgemeine Politik) und Erich Koch, Reichskommissar für die Ukraine.
1943 wurde Kinkelin zum Ministerialdirigenten ernannt und leitete von nun an das Amt „Blutpflege und Rassenkultur“ im Reichsamt für Agrarpolitik der NSDAP. Im Juni 1943 wurde Kinkelin zum SS-Brigadeführer befördert.

## Heimatforschung
Kinkelin betätigte sich als schwäbischer Heimatforscher, er veröffentlichte einen Aufsatz über das „Blutgericht zu Cannstatt“ (1935), ein Heimatbuch zu Pfullingen (1937) und eines zu Gönningen (1952). Das Pfullinger Heimatbuch wurde 1956 in überarbeiteter Form erneut veröffentlicht. Kinkelin betonte darin vor allem die germanische Frühzeit des schwäbischen Stammes. Das Buch wurde vom Historiker Klaus Graf, der sich auf den Pfullinger Heimatforscher Hermann Taigel stützte, als „krude Geschichtsklitterung der Blut-und-Boden-Ideologie“ bezeichnet. Eine kritische Darstellung Wilhelm Kinkelins als Heimatforscher hat Hermann Taigel 1999 veröffentlicht. Kinkelins Schrift Cannstatt (1935) wurde in der Sowjetischen Besatzungszone auf die Liste der auszusondernden Literatur gesetzt.